# جان فالجان
جان فالجان (بالفرنسية: Jean Valjean)‏ هو اسم بطل رواية الأديب الفرنسي فيكتور هوغو الشهيرة البؤساء.
شخصية جان فالجان تمثل شخصا عانى من الظلم، خُلق ليكون الشمعة التي تذوب في سبيل أن يحظى غيرها بالنور. قام باقتراف عدد كبير من الأخطاء سابقا كسرقة رغيف خبز احتاجه لكي يؤمن القوت لعائلته، تم سجنه بسبب هذا الرغيف خمس سنوات امتدت بسبب محاولات الهروب التي قام بها إلى تسعة عشر..بعد خروجه من السجن أصبح الناس يعاملونه بقسوة تامة ولم يكن أحدا يقدم إليه طعاما بسبب ورقة صفراء أعطيت له بدلا من هويته لتجعل الناس يحذرون منه....و في أحد الأيام في بلده دين الفرنسية رأى شخص يدعى الأسقف ميريل جان فالجان فقال له تعال وبت الليلة عندي فذهب وقدم الأسقف لجان فالجان طعاما في طبق من فضة لفت انتباه فالجان فقام بسرقته رغم أن ميريل هو الوحيد الذي عامله معاملة إنسان وفي اليوم التالي أمسك رجال الشرطة بجان فالجان واقتادوه إلى الأسقف ليثبت أنه سرق الأواني الفضية ولو تأكد ذلك سيوضع جان في السجن للأبد!!! لكن ميريل أعطاه بقية الأدوات وقال: أنا من أعطيت تلك الأدوات الفضية لفالجان إلا أنه تسرع في الرحيل ولم يأخذ ما تبقى من تلك الأدوات.فأعطاه ما تبقى من الأدوات وطلب منه أن يبدأ حياة نظيفة ونزيهة وأن يسخر حياته لخدمة الآخرين.

## مخطط الرواية
بعد أن أُفرج عن جان فالجان إفراجًا مشروطًا حصل على جواز سفر أصفر ما أجبره على العيش في ظروف قاسية. تسمى هذه الوثيقة جواز السفر الأصفر بكلتا اللغتين الفرنسية والإنكليزية. وتدل على أنه سجين سابق وتصنفه منبوذاً أينما ارتحل. كان ذلك إلى أن تغيرت حياته تماماً بعد أن سرق فضيات ثمينة من أسقف مدينة دين، الأسقف ميريل الذي يخبر الشرطة؛ بأنه أعطى فالجان هذه الفضيات. نتيجة لذلك، يندم فالجان ويصبح رجلاً شريفاً ونبيلاً. ويصبح أباً عطوفاً مخلصاً لفتاة تدعى كوزيت، والتي فقدت والدتها، إضافة إلى إحسانه للفقراء. رغم كونه مجرماً يُفرج عنه بشكل مشروط إلا أنه يزداد خلقاً ويصبح أفضل مثال للإنسانية. ورغم تصنيفه مجرماً منبوذاً إلا أنه يتمسك بأعلى القيم والأخلاق الإنسانية. نقيضه المحقق جافيرت المتفاني ذو السلطة والمكانة المرموقة في المجتمع. مثلت العلاقة بين جافيرت وفالجان تناقضًا ثنائيًا بين القانون والحب. بالنسبة لجافيرت فإن جان فالجان هو ذلك المجرم السابق، وليس ذلك الشخص المحسن للفقراء. في النهاية، يؤدي صراع جافيرت مع هذا التناقض إلى انتحاره.

## داخل الرواية
يفتتح هيجو الرواية بشخصية الأسقف ورجل الدين ذي القلب الطيب في مدينة دين، ثم ينتقل بدون مقدمات لقصة فالجان، والذي يصل إلى مدينة دين في إحدى ليالي أكتوبر غريباً وباحثاً عن مكان للمبيت فلا يستقبله أحد، إلا الأسقف الذي يضيفه ويثق به ويقدم له طعام العشاء وسريراً لينام فيه ليلته. ثم يسرد هيجو تفاصيل خلفية جان فالجان، ولد فالجان يتيماً في وقت ما في عام 1769 في مدينة صغيرة، عمل في تقليم الأشجار ليعيل أُخته الأرملة وأطفالها السبعة. وفي شتاء 1795 حين عانى عوزًا شديدًا، يسرق جان فالجان رغيف خبز من خباز محلي عن طريق كسر النافذة، لذا يحكم عليه بالسجن لمدة خمس سنوات في سجن طولون. وهناك يحاول الهروب أربع مرات وفي كل مرة كان يقبض عليه ويمدد الحكم لمدة ثلاث سنوات؛ وسنتين إضافتين لشدة مقاومته في هروبه الثاني.
يطلق سراحه بعد تسع عشرة سنة، إلا أنه وبموجب القانون يجب عليه حمل جواز أصفر يشير إلى أنه مجرم سابق. بالعودة بالزمن يستيقظ جان فالجان ليلاً ثم يسرق أواني وصحون الأسقف الفضية ويلوذ بالفرار. إلا أن الشرطة تقبض عليه ويرجع للأسقف الذي يعاتبه (أمام الشرطة) لعدم أخذه للشمعدانات الفضية، ويذكره بوعده بأنه سيستخدم الفضة ليصبح شخصًا صالحًا، ويدعي بأن الفضة تسحب الروح الشريرة منه. برغم كلمات الأسقف إلا أن الشرطة تسجل الحدث في السجل الدائم لفالجان. في خضم عدم فهمه وحيرته من كلام الأسقف، يتجه فالجان نحو الجبال القريبة ثم يلتقي بعامل شاب مسافر من سافوي اسمه بيتي جيرفس. عندما يسقط بيتي جيرفس قطعة نقوده يضع فالجان قدمه عليها ثم يرفض أن يعيدها له، ورغم احتجاجات جيرفس وتهديده بالضرب، بعد أن يغادر الفتى يعود فالجان لرشده، ويستعيد كلام الأسقف، يبدأ بالشعور بالخجل من فعلته ويشرع بالبحث عن الفتى لكن بلا جدوى.

## وصلات خارجية
- أغنية رائعة للثورة الفرنسية من فيلم البؤساء 2012